# Belá-Dulice
Belá-Dulice és un poble i municipi d'Eslovàquia que es troba a la regió de Žilina, al centre-nord del país.
Es troba documentat des del 1282.

## Demografia
| Godina             | 1994 | 2004   | 2014   | 2024   |
| ------------------ | ---- | ------ | ------ | ------ |
| Nombre de persones | 1223 | 1228   | 1264   | 1232   |
| Diferència         |      | +0,40% | +2,93% | −2,53% |

| Godina             | 2023 | 2024   |
| ------------------ | ---- | ------ |
| Nombre de persones | 1245 | 1232   |
| Diferència         |      | −1,04% |